# 조이킴
조이킴 예술총감독

| 이름 = 조이킴 (JOY KIM)
| 직업 = 교수,프로듀서, 감독
조이킴은 대한민국의 융복합 공연예술 예술감독이자 프로듀서다.

## 소속
- 동아방송예술대학교 (교수)
- 박스미디어 (융복합공연예술사업단 단장)

## 학력
- 고려대학교 비교문학 (박사)
- 성균관대학교 공연예술 (석사)
- 성신여자대학교 음악 (학사)

### 경력
- 박스미디어 융복합 공연예술사업단 단장 (2022. ~)
- 한국콘텐츠진흥원 이사 (2019.09 ~)
- CUBE 엔터테인먼트 (2013.01 ~ 2016.10)
- JYP 엔터테인먼트 (2005.02 ~ 2016.12)

## 활동
2000년 국립극장에서 뮤지컬 <지저스크라이스트 수퍼스타>로 데뷔했다. <풋루스>, <명성황후>, <사운드 오브 뮤직> 등 다양한 뮤지컬 작품에서 배우로 활동하다 뮤지컬 <웨딩게스트> 작품을 통하여 CJ 크리에이티브 1기로 뮤지컬 음악감독으로 전향하게 된다. 이후 <요덕스토리>, <여우비>, <사춘기>, <문경새재 혹부리 영감>, <세계민속음악페스티벌 IEMF>, <하모니>, <보이체크> 등 뮤지컬 작품에서 프로듀서를 맡았다. 
‘비에이 프로젝트’, ‘Nar-C’, ‘Loved you better’, ‘Caffeine’, '칼을 품고 슬퍼하다, '소녀 램프 라디오' 등에서 프로듀서 및 예술총감독을 맡았다. 메타버스공연 기획자이자 대중예술 전문가로 한국뮤지컬산업진흥법TFT, 국악산업진흥법 TFT, 메타버스공연예술 기획자로 지속가능한 미래지향적 문화산업 기반 마련을 위해 노력하며 종합예술인의 모습으로 활동하고 있다.

### 영화
| 상영연도 | 영화명   | 작업분야  |
| -------- | -------- | --------- |
| 2020     | 이별식당 | 작사/작곡 |

| 상영연도 | 영화명          | 작업분야    |
| -------- | --------------- | ----------- |
| 2023     | Girl Lamp Radio | Co-Producer |

### 도서
| 발간연도 | 도서명                                                                      |
| -------- | --------------------------------------------------------------------------- |
| 2020     | 뮤지컬 잉글리쉬 (오리지널 가사로 주옥같은 뮤지컬다시보기!, Musical English) |